# Александар Јовановић Бириљ
Александар Јовановић Бириљ (Љеваја, 3. март 1940. — 2014.) био је српски сликар и костимограф.

## Биографија
Александар Јовановић Бириљ био је председник и оснивач Клуба ветерана УЛУС-а.
Александар Јовановић Бириљ у свом ликовном концепту сиже својих слика заодева људским осећањима. Још давне 1964. године све своје слике тематски раздељује на Бол, Истину, Радост и Љубав.  Ако се, пак, окренемо само ликовној страни Бириљових слика и његовог опуса, сусрећемо се са једним надреализмом испуњеним чудесним симболима и фантазмагоријом до којих је аутор стигао стваралачким мукама уз помоћ изузетног уметничког дара и вокације.